# Остзан
Остзан (нід. Oostzaan) — муніципалітет і місто у регіоні Занстрек в провінції Північна Голландія, Нідерланди. У 2021 році населення муніципалітету становило 9 689 осіб. Загальна площа міста становить 16,08 км², з яких 4,55 км² займає вода.